# محافظة ناخون ساوان
محافظة ناخون ساوان (بالتايلاندية: นครสวรรค์)(بالإنجليزية: Nakhon Sawan)‏ هي واحدة من محافظات تايلاند الخمس والسبعين وتجاور محافظات تاك ويوثاي ثاني وفيتشابون وفيتشيت وكامفاينغ فيت وتشاينات ولوبوري.

## التسمية
ناخون ساوان تعني حرفيا مدينة السماء.

## التاريخ
ضمت الحدود الجنوبية من المنطقة داخل مملكة أيوتايا كان فري ناخون ساوان كانت مدينة منذ عهد مملكة دفارافاتي.

## الجغرافيا
انهار بينغ ونان يندمجان بالقرب من مدينة ناخون ساوان لتشكل نهر تشاو فرايا، تقع الحديقة الوطنية ونغ مي على الحدود مع محافظة كامفاينغ فيت انشئت في عام 1987 للحفاظ على غابة ماي ونغ بون.

## التقسيمات الادارية
تنقسم المحافظة إلى 15 مقاطعة و 130 بلدية و 1328 قرية
| 1. موانج ناخون ساوان 2. فرا كروك 3. تشيم سينغ 4. نونغ بوا 5. بانفوت فيزي 6. كاو لياو 7. تاخلي 8. تا تاكو | 1. فايسالي 2. فايوها خيري 3. لات ياو 4. تاك فا 5. ماي هونغ 6. ماي بوين 7. تشيم تا بونغ |

## أعلام
- أناوين جوجين